# Řeckokatolická církev v Česku
Řeckokatolická církev v českých zemích (v Čechách, na Moravě a ve Slezsku) působila po vzniku Československa v rámci prešovské eparchie zřízené v roce 1818, v roce 1933 byla zřízena česká farnost a později moravskoslezská a několik pomocných duchovních správ. V letech 1950–1968 byla činnost této církve v Československu zakázaná. Dne 1. ledna 1993 byl zřízen zvláštní český vikariát a 13. března 1996 samostatný apoštolský exarchát v České republice.

## Historie
Řeckokatolické církve vznikly odtržením části pravoslavných církví a jejich podřízením římskokatolické církvi na základě brestlitevské unie z roku 1596. Původně se unie týkala jen církve na území polskolitevského státu, později se řeckokatolictví neboli uniatství rozšířilo též do Itálie, na Sicílii a do Řecka, roku 1649 se na základě Užhorodské unie začala formovat i na Podkarpatské Rusi a východním Slovensku. Roku 1818 byla papežem Piem VII. ustanovena eparchie v Prešově. Pod její působnost po vzniku Československa spadalo i území českých zemí.
Pro české, moravské a slezské řeckokatolíky byla 16. prosince 1933 zřízena v Praze ústřední farnost u kostela sv. Klimenta. Prešovský biskup Pavol Peter Gojdič později zřídil v Brně farnost pro Moravu a Slezsko. Po 2. světové válce vznikly pomocné duchovní správy v Liberci, Tachově, Plané, Jelení, Mikulově a Bruntále.
Po inscenovaném Prešovském soboru 28. dubna 1950 komunistický režim řeckokatolickou církev v Československu zakázal a postavil mimo zákon; její věřící byli prohlášeni za pravoslavné. Mnoho řeckokatolických kněží bylo vězněno, mezi nimi i biskup Gojdič a český kněz Metoděj Dominik Trčka, kteří byli odsouzeni na doživotí, ve vězení v Leopoldově zemřeli a papež Jan Pavel II. je v roce 2001 beatifikoval. Činnost řeckokatolické církve byla obnovena roku 1968, avšak její šíře zůstávala velmi omezená až do roku 1989.
Po osamostatnění České republiky byl 1. ledna 1993 zřízen zvláštní vikariát pro české občany - katolíky byzantského obřadu. Biskupským vikářem se stal Ivan Ljavinec. Papež Jan Pavel II. na území České republiky vyhlásil 13. března 1996 apoštolský exarchát podléhající přímo pravomoci Apoštolského stolce, prvním exarchou se stal dosavadní biskupský vikář Ljavinec. Roku 2003 byl jmenován novým řeckokatolickým exarchou Ladislav Hučko.

## Statistiky
| Rok sčítání | Přihlásilo se k církvi         |
| ----------- | ------------------------------ |
| 1921        | 9 307 (včetně arménokatolíků)  |
| 1930        | 12 149 (včetně arménokatolíků) |
| 1950        | 32 862                         |
| 1991        | 7 030                          |
| 2001        | 7 675                          |
| 2011        | 9 927                          |
| 2021        | 8 309                          |

Řeckokatolická církev v České republice měla podle sčítání lidu z roku 2001 7675 věřících (0,075 % všech obyvatel ČR), což představuje nárůst 9,2 % proti sčítání z roku 1991, kdy se k ní přihlásilo 7030 obyvatel. Při sčítání v roce 2011 se k této církvi přihlásilo 9 927 obyvatel a  deset let později při dalším sčítání to bylo 8 309 lidí. Ke zmíněným počtům je ovšem třeba přičíst zde pracující a dlouhodobě pobývající cizince řeckokatolického vyznání (zejména Slováky a Ukrajince, včetně Rusínů, a v malých počtech i občany Rumunska, Bulharska, Makedonie, Srbska, Černé Hory, výjimečně i Běloruska), jejichž počet je církevními zdroji odhadován na 35-81 tisíc -každoročně kolísá. Existuje zde 19 farností, ve kterých působí 35 kněží.
| Brno-sv. Josef Brno-sv. Maří Magdalény České Budějovice Hradec Králové Chomutov Jihlava Karlovy Vary Kladno Liberec Mladá Boleslav Olomouc Ostrava Otrokovice Pardubice Plzeň Praha-Nejsvětější Trojice Praha-sv. Kliment Strakonice Ústí nad Labem farnosti Řeckokatolické církve v Česku; adresy farních úřadů mohou být i zcela mimo svou farnost |

Věková struktura Církve řeckokatolické v České republice roku 2011